# 10 juillet
Pour les articles homonymes, voir Dix-Juillet.
10 juin 10 août
Chronologies thématiques
- Croisades
- Ferroviaires
- Sports
- Disney
- Anarchisme
- Catholicisme

Abréviations / Voir aussi
- (° 1852) = né en 1852
- († 1885) = mort en 1885
- a.s. = calendrier julien
- n.s. = calendrier grégorien
- Calendrier
- Calendrier perpétuel
- Liste de calendriers
- Naissances du jour

Le 10 juillet est le 191e jour de chaque année commune du calendrier grégorien, le 192e lorsqu'elle est bissextile ; il en reste ensuite 174.
Son équivalent était généralement le 22 messidor du calendrier républicain ou révolutionnaire français, officiellement dénommé jour du cumin (la plante).

## Événements

### VIesiècle
- 511 : clôture d'un concile d'Orléans qui définit le statut de l'Église dans le royaume franc.

### VIIesiècle
- 645 : incident d'Isshi.

### XIVesiècle
- 1393 : signature du convenant de Sempach, par les membres de la confédération des VIII cantons.

### XVesiècle
- 1460 : victoire décisive de la Maison d'York, à la bataille de Northampton, pendant la guerre des Deux Roses.

### XVIesiècle
- 1547 : combat singulier opposant Jarnac à La Châtaigneraie, fatal à ce dernier, en présence de son ami le roi Henri II. Dernier duel judiciaire en France (et découverte du coup de Jarnac).
- 1559 : Marie Stuart devient reine de France, par l'avènement au trône de son mari le dauphin de France, et nouveau roi François II (cf. mort de Henri II le même jour, infra).
- 1592 : victoire navale du coréen Yi Sun-sin sur une flotte japonaise lors d'une bataille d'An Golp'o[1].

### XVIIesiècle
- 1608 : l'archevêque de Besançon, Ferdinand de Rye, déclare authentique le miracle eucharistique de Faverney.
- 1690 : 
  - combat naval donné à la hauteur de Dieppe au cap Béveziers. Victoire de la flotte française face aux flottes anglaise et hollandaise[2].
  - Victoire décisive de Guillaume III sur Jacques II, à la bataille de la Boyne, pendant les rébellions jacobites.

### XVIIIesiècle
- 1771 : tremblement de terre en Haïti.
- 1778 : la France déclare la guerre à l'Angleterre.
- 1789 : les canonniers des Invalides quittent leur poste et se rendent au Palais-Royal.
- 1792 : révolte de Fouesnant.

### XIXesiècle
- 1810 : les Britanniques occupent l'Île Bourbon (La Réunion) et l'Île Maurice[3].
- 1890 : le Wyoming devient le 44e État des États-Unis.
- 1897 : la colonne Marchand atteint Fachoda, au Soudan.

### XXesiècle
- 1911 : l'Allemagne met la Russie en garde, à propos de son soutien à la France dans la crise marocaine.[réf. nécessaire]
- 1913 : la Russie déclare la guerre à la Bulgarie.[réf. nécessaire]
- 1920 : Arthur Meighen devient Premier ministre du Canada.
- 1938 : visite de Salvador Dalí et Stefan Zweig à Sigmund Freud réfugié à Londres depuis le 4 juin.
- 1940 : abolition de la Troisième République en France. Vote des pleins pouvoirs à Philippe Pétain. Début du régime de Vichy.
- 1943 : débarquement des forces alliées débarquent en Sicile dans le cadre de l'opération Husky.
- 1959 : au Cambodge Norodom Sihanouk se nomme Premier ministre.
- 1964 : 
  - promulgation de la loi du 10 juillet 1964 qui redécoupe les départements français de la Seine et de la Seine-et-Oise et qui crée sept nouveaux départements : les Hauts-de-Seine, la Seine-Saint-Denis, le Val-de-Marne, l'Essonne, le Val-d'Oise, les Yvelines et Paris, pour une entrée en vigueur au 1er janvier 1968.
  - Moïse Tshombe succède à Cyrille Adoula à la tête du gouvernement congolais.
- 1965 : le colonel Houari Boumédiène prend le pouvoir en Algérie.
- 1973 : proclamation d'indépendance des Bahamas.
- 1985 : les services secrets français coulent le Rainbow Warrior, bateau de l'organisation écologiste Greenpeace, dans le port d'Auckland, en Nouvelle-Zélande, faisant un mort.
- 1991 : Boris Eltsine devient le premier président de la fédération de Russie, et démocratiquement élu.
- 1999 : le Rwanda, l'Ouganda, la Namibie, l'Angola, le Zimbabwe et le régime de Kinshasa, impliqués dans le conflit en république démocratique du Congo, signent un accord de paix, mais les rebelles, divisés en factions, refusent de parapher le texte.[réf. nécessaire][4]

### XXIesiècle
- 2005 : les Luxembourgeois votent « oui » au référendum sur la Constitution européenne.
- 2016 : 
  - élections à la chambre des conseillers au Japon.
  - Référendum en Abkhazie.
  - Le Portugal remporte l'Euro 2016.
- 2017 : fin de la bataille de Mossoul, les forces irakiennes, aidées de la coalition, remportent une victoire décisive contre l'État islamique.
- 2020 : des élections législatives ont lieu à Singapour afin de désigner les 93 députés directement élus du Parlement de la Cité-État[5], le Parti d'action populaire au pouvoir depuis l'indépendance remporte sans surprise ce scrutin[6].
- 2022 : l'affaire des Uber Files est exposée.

## Arts, culture et religion
- 511 : clôture d'un concile d'Orléans qui définit le statut de l'Église dans le royaume franc.
- 1939 : le pape Pie XII lève l'interdit contre L'Action française et la mise à l'index de l'œuvre de Charles Maurras[7].
- 1992 : la liberté religieuse est rétablie à Cuba[8].

## Sciences et techniques
- 1938 : Howard Hughes achève un tour du monde en avion dans un temps record de 91 heures et 14 minutes.
- 1962 : le satellite américain Telstar 1 retransmet de premières images télévisées en direct par-dessus l'océan Atlantique.
- 1976 : catastrophe industrielle à Seveso dans le nord de l'Italie, l'explosion d'un réacteur chimique y produisant des herbicides ayant provoqueé un rejet de dioxines dans l'atmosphère.

## Économie et société
- 1975 : création du Loto français.
- 1992 : le général panaméen Manuel Noriega est condamné à 40 ans de prison[9].
- 1999 : la Commission européenne décide de lever, à partir du 1er août suivant, l'interdiction sur les exportations de bœuf britannique, imposée 3 ans plus tôt après la découverte de la maladie de la vache folle[10].
- 2000 : création d'EADS, par fusion de DASA, Aerospatiale-Matra et CASA.
- 2018 : fin de l'opération de sauvetage de la grotte thaïlandaise de Tham Luang avec la sortie des quatre derniers garçons coincés et de leur entraîneur (voir avant-veille et veille, 8 et 9 juillet, outre les fêtes de la san Fermin de Pamplona vers les 6 et 7 courant).

## Naissances

### XVesiècle
- 1419 : Go-Hanazono (後花園天皇), 102e empereur du Japon de 1428 à 1464 († 18 janvier 1471).

### XVIesiècle
- 1509 : Jean Calvin, réformateur religieux et humaniste français († 27 mai 1564).

### XVIIesiècle
- 1658 : Luigi Ferdinando Marsigli, géographe et naturaliste italien († 1er novembre 1730).

### XVIIIesiècle
- 1723 : William Blackstone, jurisconsulte britannique († 14 février 1780).
- 1791 : Wolfred Nelson, médecin et homme politique canadien, maire de Montréal de 1854 à 1856 († 17 juin 1863).

### XIXesiècle
- 1807 : Caroline Pavlova, poétesse et romancière russe, traductrice en allemand († 2 décembre 1893).
- 1813 : Sándor Rózsa, hors-la-loi et bandit de grand chemin (betyár) hongrois († 22 novembre 1878).
- 1823 : Louis-Napoléon Casault, homme politique québécois († 18 mai 1908).
- 1830 : Camille Pissarro, peintre impressionniste puis néo-impressionniste français († 13 novembre 1903).
- 1835 : Henryk Wieniawski, compositeur polonais († 31 mars 1880).
- 1839 : Adolphus Busch (en), homme d’affaires américain d’origine allemande, dirigeant de Anheuser-Busch († 10 octobre 1913).
- 1843 : Juan Benigno Vela, homme politique équatorien († 1920).
- 1856 : Nikola Tesla, inventeur et ingénieur en électricité croate († 7 janvier 1943).
- 1860 : Abel Camille Filuzeau, architecte français († 15 septembre 1930).
- 1871 : Marcel Proust, écrivain français († 18 novembre 1922).
- 1874 : Belén de Sárraga, journaliste et militante hispano-mexicaine († 10 septembre 1951).
- 1881 : Marcelle Géniat, actrice française († 27 septembre 1959).
- 1884 : Pierre Larquey, acteur français († 17 avril 1962).
- 1888 : Giorgio De Chirico, peintre italien († 20 novembre 1978).
- 1895 : Carl Orff, compositeur allemand de Carmina Burana († 29 mars 1982).
- 1896 : 
  - Stefan Askenase, pianiste polonais († 18 octobre 1985).
  - Thérèse Casgrain, femme politique et militante québécoise pour le droit de vote des femmes († 3 novembre 1981).
- 1899 : John Gilbert, acteur américain († 9 janvier 1936).
- 1900 : Mitchell Parish, parolier américain († 31 mars 1993).

### XXesiècle
- 1902 : Kurt Alder, chimiste allemand, Prix Nobel de chimie 1950 († 20 juin 1958).
- 1904 : Lili Damita, actrice française († 21 mars 1994).
- 1905 : Jean Lejeune, résistant, compagnon de la Libération († 25 novembre 1961).
- 1910 : 
  - Bert Granet, producteur et scénariste américain († 15 novembre 2002).
  - Sancie Szymkowiak, religieuse polonaise des Franciscaines de Notre-Dame des Douleurs béatifiée en 2002[11] († 29 août 1942).
  - Albert Gau, prêtre, résistant, journaliste et homme politique français, Juste parmi les nations († 14 mai 1993).
- 1914 : 
  - Jean Cailluyer, professeur d'histoire et syndicaliste français.
  - Joe Shuster, dessinateur de bandes dessinées d’origine canadienne († 30 juillet 1992).
- 1915 : Saul Bellow, écrivain américain, Prix Nobel de littérature 1976 († 5 avril 2005).
- 1916 : 
  - Harry Gourlay, personnalité politique britannique  († 20 avril 1987).
  - Judith Jasmin, journaliste et animatrice québécoise de radio et de télévision († 20 octobre 1972).
- 1919 :
  - Albert Caraco, philosophe français († 7 septembre 1971).
  - Pierre Gamarra, écrivain français († 20 mai 2009).
- 1921 : 
  - Harvey Ball, graphiste américain, inventeur du smiley († 12 avril 2001).
  - Paul Cammermans, acteur et réalisateur belge († 22 janvier 1999).
- 1922 : 
  - Jake LaMotta, boxeur américain († 19 septembre 2017).
  - Herb McKenley, athlète jamaïcain spécialiste du sprint, champion olympique († 26 novembre 2007).
- 1923 : Suzanne Cloutier, actrice québécoise († 2 décembre 2003).
- 1925 : 
  - Don Costa, compositeur, arrangeur et chef d'orchestre américain († 19 janvier 1983).
  - Mahathir Mohamad (Mahathir bin Mohamad dit Docteur M.), homme d'État malaisien.
- 1927 : 
  - Marcel Azzola, accordéoniste français († 21 janvier 2019).
  - William Smithers, acteur américain.
- 1928 : Bernard Buffet, peintre et graveur français († 4 octobre 1999).
- 1929 :
  - Moe Norman, golfeur professionnel canadien († 4 septembre 2009).
  - Jules Sbroglia, footballeur français († 21 avril 2007).
- 1931 : Alice Munro, écrivaine canadienne, prix Nobel de littérature 2013 († 13 mai 2024).
- 1933 : Yang Chuan-Kwang, athlète taïwanais spécialiste du décathlon († 27 janvier 2007).
- 1936 : László Fábián, kayakiste hongrois († 10 août 2018).
- 1938 :
  - Paul Andreu, architecte français académicien ès beaux-arts († 11 octobre 2018).
  - Lee Morgan, trompettiste de hard bop américain († 19 février 1972).
- 1941 :
  - les frères jumeaux 
    - Alain Krivine, homme politique français d'extrême gauche († 12 mars 2022) ;
    - et Hubert Krivine, physicien français.

  - Wassyla Tamzali, écrivaine et militante féministe algérienne, ancienne avocate à Alger de 1966 à 1977, ancienne directrice des droits des femmes à l’UNESCO à Paris, issue des instances dirigeantes du FFS après 1989.
  - Ian Whitcomb (en), chanteur, compositeur, réalisateur artistique et acteur américain († 19 avril 2020).
- 1942 : Ronnie James Dio, chanteur et auteur-compositeur de heavy metal américain du groupe Black Sabbath († 16 mai 2010).
- 1943 : 
  - Arthur Ashe, joueur de tennis américain († 6 février 1993).
  - Albert Boadella, auteur et dramaturge espagnol.
- 1945 :
  - Jean-Marie Poiré, réalisateur, scénariste et producteur français.
  - Virginia Wade, joueuse de tennis britannique.
- 1946 : Sue Lyon, actrice américaine (Lolita etc.) († 26 décembre 2019).
- 1947 : Arlo Guthrie, chanteur, compositeur et acteur américain.
- 1948 :
  - Christine Caron, nageuse française.
  - Marguerite-Marie Chichereau-Dinguirard, femme politique française.
  - Glenn Resch, gardien de but de hockey sur glace canadien.
- 1950 : 
  - Lise Thouin, actrice, chanteuse et auteur québécoise.
  - Shota Chochishvili, judoka géorgien, champion olympique († 27 août 2009).
- 1952 :
  - David Cliche, homme politique québécois.
  - Lee Hae-chan (이해찬, prononcez I Haî-tchan), homme politique sud-coréen.
- 1954 : Andre Dawson, joueur de baseball américain.
- 1955 : Laurent Pernot, historien, helléniste français.
- 1957 : Michael Woods, acteur américain.
- 1958 : Fiona Shaw, actrice irlandaise.
- 1959 : Luc Pillot, navigateur français, champion olympique.
- 1960 : Tony D'Amario, acteur français († 29 juin 2005).
- 1963 : Ronan Pensec, coureur cycliste français.
- 1964 : Martin Laurendeau, joueur de tennis québécois.
- 1965 : 
  - Alexia de Grèce, princesse de Grèce et de Danemark.
  - David Turcotte, basketteur canadien.
- 1968 : 
  - Jonathan Gilbert, acteur américain.
  - Hassiba Boulmerka, athlète algérienne spécialiste du demi-fond, championne olympique.
- 1969 : Jonas Kaufmann, chanteur allemand.
- 1970 :
  - Gary LeVox (en), auteur-compositeur-interprète américain du groupe Rascal Flatts.
  - Jason Orange, chanteur et acteur britannique.
  - Clairemarie Osta, danseuse étoile française.
  - John Simm, acteur britannique.
- 1971 :
  - Adam Foote, défenseur de hockey sur glace canadien.
  - Manolo Sánchez, matador espagnol.
  - Hugues Boulanger : Employé à Disneyland Paris
- 1972 :
  - Sofia Vergara, actrice, productrice, mannequin, présentatrice de télévision colombienne.
  - Tilo Wolff, chanteur et compositeur allemand du groupe Lacrimosa.
- 1973 : Esther Bilounga, écrivaine camerounaise.
- 1975 :  
  - Ademola Okulaja, basketteur allemand.
  - Stefán Karl Stefánsson, acteur islandais.
- 1976 : 
  - Ludovic Giuly, footballeur professionnel français.
  - Giuseppe Maddaloni, judoka italien, champion olympique.
  - Davy Mourier, Dessinateur, vidéaste, et acteur Français
- 1977 : Chiwetel Ejiofor, acteur britannique.
- 1979 : Gong Yoo (Gong Ji-chul dit), acteur et mannequin sud-coréen.
- 1980 :
  - Thomas Ian Nicholas, acteur américain.
  - Jessica Simpson, chanteuse et actrice américaine.
- 1983 : Kim Heechul, chanteur sud-coréen.
- 1985 : Mario Gómez, footballeur international allemand.
- 1987 : 
  - Michelle Fazzari, lutteuse canadienne.
  - Tereza Pecková, basketteuse tchèque.
- 1990 : Cody Fry, auteur-compositeur-interprète américain.
- 1991 : Atsuko Maeda, chanteuse japonaise.
- 1992 : Clara Luciani, chanteuse française.
- 2000 : Kemehlo Nguena, footballeur français

### XXIesiècle
- 2007 : Viki Gabor, chanteuse polonaise.

## Décès

### IIesiècle
- 138 : Hadrien, empereur romain de 117 à sa mort (° 24 janvier 76).

### Xesiècle
- 983 : Benoît VII, pape.

### XIesiècle
- 1099 : Rodrigo Díaz de Vivar dit Le Cid, chevalier mercenaire espagnol (° vers 1043).

### XIIesiècle
- 1103 : Erik Ier Eigod, roi de Danemark de 1095 à 1103 (° vers 1056).

### XIVesiècle
- 1393 : Guillaume de Harcigny, médecin de Charles VI (° vers 1310).

### XVesiècle
- 1480 : René d'Anjou dit le (bon) roi René, noble français (° 16 janvier 1409).

### XVIesiècle
- 1559 : Henri II, roi de France (° 31 mars 1519).
- 1584 : Guillaume Ier d'Orange-Nassau, chef de l'État des Provinces-Unies, assassiné par Balthazar Gérard (° 24 avril 1533).
- 1590 : Charles II d'Autriche-Styrie, archiduc d'Autriche Intérieure (° 3 juin 1540).

### XVIIesiècle
- 1631 : Constance d'Autriche, reine consort de Pologne et grande-duchesse consort de Lituanie (° 11 décembre 1605).
- 1653 : Gabriel Naudé, bibliothécaire français (° 2 février 1600).

### XIXesiècle
- 1812 : Carl Ludwig Willdenow, botaniste et pharmacien allemand (° 22 août 1765).
- 1851 : Louis Daguerre, peintre et photographe français, inventeur du daguerréotype (° 18 novembre 1787).
- 1882 : Domingos José Gonçalves de Magalhães, médecin, professeur, diplomate, homme politique, écrivain et poète brésilien (° 13 août 1811).
- 1884 : Karl Richard Lepsius, égyptologue allemand (° 23 décembre 1810).
- 1886 :
  - Henry Kirke Brown, sculpteur américain (° 24 février 1814).
  - Agnès de Wurtemberg, princesse et écrivaine allemande (° 13 octobre 1835).

### XXesiècle
- 1915 : Marie de Castellane, écrivaine française (° 19 février 1840).
- 1929 : Ève Lavallière, comédienne française (° 1er avril 1866).
- 1937 : Oliver Law, soldat africain-américain, mort au combat durant la guerre d'Espagne (° 23 octobre 1900).
- 1946 : Charles-Henri Besnard, architecte français (° 27 janvier 1881)
- 1959 : Marcel Van, rédemptoriste vietnamien (° 15 mars 1928).
- 1960 : Charles Forget, peintre et graveur français (° 26 janvier 1886).
- 1965 : Idrisse Doursan, sous-officier, compagnon de la Libération (° vers 1914).
- 1970 : 
  - Bjarni Benediktsson, homme d’État islandais, premier ministre de 1963 à 1970 (° 30 avril 1908).
  - Georges Kiefer, alias « commandant François », résistant français, chef des Forces françaises de l'intérieur (FFI) du Bas-Rhin pendant la Seconde Guerre mondiale (° 26 septembre 1893).
  - Maria Orsola Bussone, jeune laïque italienne, vénérable catholique (° 2 octobre 1954).
- 1979 : Arthur Fiedler, chef d'orchestre américain, qui dirigea l'orchestre symphonique de Boston de 1930 à 1979 (° 17 décembre 1894).
- 1982 : Maria Jeritza, chanteuse d'opéra austro-tchèque (° 6 octobre 1887).
- 1985 : 
  - Michel Beaulieu, poète, romancier, critique littéraire et traducteur québécois (° 31 octobre 1941).
  - Fernando Pereira, photographe portugais de Greenpeace, mort lors de l'affaire du Rainbow Warrior (° 10 mai 1950).
- 1989 : 
  - Andrex (André Jaubert dit), comédien français (° 23 janvier 1907).
  - Mel Blanc, acteur américain de doublage des dessins animés (° 30 mai 1908).
- 1990 : Alain Chapel, chef cuisinier français (° 30 décembre 1937).
- 1993 : Sam Rolfe, scénariste, producteur, acteur et compositeur américain (° 18 février 1924).
- 1996 : Émile Hincker, médecin et résistant français en Alsace pendant la Seconde Guerre mondiale (° 14 mars 1920).
- 1999 : Ulysse Comtois, sculpteur et peintre québécois (° 2 mars 1931).
- 2000 : Henri Bergeron, animateur de télévision canadien (° 17 mai 1925).

### XXIesiècle
- 2002 : Jean-Pierre Côté, homme politique québécois, lieutenant-gouverneur du Québec de 1978 à 1984 (° 9 janvier 1926).
- 2003 : Hartley Shawcross, avocat et homme politique britannique, un des procureurs au procès de Nuremberg (° 4 février 1902).
- 2004 : Maria de Lourdes Pintasilgo, femme politique portugaise, Première ministre du Portugal de 1979 à 1980 (° 18 janvier 1930).
- 2006 : Chamil Bassaïev, militant islamiste et dirigeant du mouvement séparatiste tchétchène (° 14 janvier 1965).
- 2007 : Zheng Xiaoyu, homme politique chinois exécuté (° 21 décembre 1944).
- 2009 : Zena Marshall (Zena Moyra Marshall dite), actrice britannique (° 1er janvier 1926).
- 2010 : Pierre Maguelon, acteur français (° 3 septembre 1933).
- 2011 : 
  - Pierrette Alarie, soprano canadienne (° 9 novembre 1921).
  - Roland Petit, chorégraphe et danseur français (° 13 janvier 1924).
- 2013 : 
  - Willem Cruywagen, homme politique sud-africain (° 9 mars 1921).
  - Ilan Halevi, homme politique franco-palestinien (° 12 octobre 1943).
  - Ana Emilia Lahitte, poétesse argentine (° 19 décembre 1921).
  - Gokulananda Mahapatra, écrivain et scientifique indien (° 24 mai 1922).
  - André Théron, journaliste hippique et turfiste français de télévision (° 10 mars 1926).
  - André Verchuren, accordéoniste français (° 28 décembre 1920).
- 2014 :
  - Yann Andréa, écrivain français (° 24 décembre 1952).
  - On Kawara, artiste japonais (° 2 janvier 1933).
  - Zohra Sehgal, actrice, danseuse et chorégraphe indienne (° 27 avril 1912).
- 2015 : 
  - Giacomo Biffi, prélat catholique italien (° 13 juin 1928).
  - Raymond Glorie, sculpteur et médailleur belge (° 2 mai 1918).
  - Muhammad Abdul Qayyum Khan, homme politique pakistanais (° 4 avril 1924).
  - Milorad Milutinović, footballeur yougoslave puis serbe (° 10 mars 1935).
  - Jimmy Murray, footballeur écossais (° 4 février 1933).
  - Hubert Prévot, haut-fonctionnaire et homme politique français (° 2 octobre 1928).
  - Roger Rees, acteur britannique (° 5 mai 1944).
  - Jacques Ripault, architecte français (° 9 février 1953).
  - Omar Sharif, acteur égyptien (° 10 avril 1932).
- 2017 : Isabelle Sadoyan, actrice française et Madame Jean Bouise à la ville (° 12 mai 1928).
- 2019 : 
  - Valentina Cortese, actrice italienne (° 1er janvier 1923).
  - Jeanne Hives, illustratrice française (° 17 mars 1927).
- 2021 : Jean-Michel Dubernard, médecin français, professeur des universités, praticien hospitalier à l'université Claude Bernard de Lyon et homme politique, premier greffeur connu et réussi de main(s) (° 17 mai 1941).
- 2025 : Bun Hay Mean, acteur et humoriste français (° 29 novembre 1981).

## Célébrations

### Nationale
Bahamas : fête nationale commémorant l'indépendance de l'archipel comme ci-avant.

### Saints des Églises chrétiennes

#### Saints des Églises catholiques et orthodoxes
Référencés ci-après in fine, :
- Amalberge de Maubeuge  († vers 670), Amalberge ou Amélie de Maubeuge.
- Amalberge de Tamise († 772), ermite à Tamise.
- Anatolie et Victoire († v. 250), Martyres en Italie.
- Apollonius de Sardes (IVe siècle), Martyr à Iconium.
- Biance et Silvain (IVe siècle), Martyrs en Asie mineure.
- Etton de Dompierre sur Helpe († 670), Irlandais évangélisateur de la Thiérache.
- Félicité († 150 ou 164), Félicité de Rome, veuve martyre avec ses sept fils (voir aussi 7 mars voire 12 février).
- Félix († v. 162), martyrs à Rome.
- Léonce (IVe siècle), Martyr en Arménie.
- Pasquier (VIIe siècle), évêque de Nantes.
- Pietro (Vincioli) da Perugia († 1007), Abbé.
- Rufine et Seconde (IIIe siècle), martyres près de Rome au temps de l'empereur Valérien (253-260).

#### Saints et bienheureux (des Églises) catholiques?
Outre les saints œcuméniques voire pré-schismatiques ci-avant, aux dates parfois "juliennes" / orientales voire romaines ou autres plus antiques ...
- Antoine Nguyen Hun Quynh et Pierre Nguyen Khac Tu († 1840), Catéchistes martyrs au Vietnam.
- Emmanuel Ruiz († 1860), Bienheureux martyr franciscain en Syrie.
- Knut, Knut IV de Danemark le Saint († 1086), roi du Danemark.
- Marie-Gertrude de Ripert d'Alauzier et Sylvie-Agnès de Romillon († 1794), Bienheureuses religieuses françaises martyres.
- Pacifique († 1230), Compagnon de saint François d'Assise, bienheureux.
- Ulric († 1093), moine bénédictin de la congrégation de Cluny et prieur de Zell[14].

#### Saints orthodoxes?
Outre les saints œcuméniques voire pré-schismatiques ci-avant, aux dates parfois "juliennes" / orientales ...
- Parthénios et Euménios († 1905), Moines de Koudoumia.
- Joseph de Damas († 1860), Martyr en Syrie.

### Prénoms du jour
Bonne fête aux Ulric, ses variantes masculines : Ulrich, Ulrick, Olric, Olrik ; et leurs formes féminines : Ulla, Ulrika et Ulrike.
Et aussi aux :
- Amélie et ses variantes : Amalia, Amalie, Amelia, Amélia, Amely, Amelya, Amélya.
- Aux Knut et ses variantes : Knud, Canut.
- Aux Rufin] Rufine, et leur variante Rufina.

## Traditions et superstitions

### Dictons
- « Le jour de Sainte Félicité se voit venir avec gaîté, car, chacun l'a pu remarquer, c'est le plus beau jour de l'été. »[15]
- « Pluie du dix juillet mouille sept fois du moissonneur le bonnet. »[16]

### Astrologie
Signe du zodiaque : 19e jour du signe astrologique du cancer.

## Toponymie
Les noms de plusieurs voies, places, sites ou édifices, de pays ou régions francophones contiennent cette date sous diverses graphies : voir Dix-Juillet .